# Campionato francese di pallavolo maschile
Il campionato francese di pallavolo maschile è un insieme di tornei pallavolistici per squadre di club francesi, istituiti dalla Federazione pallavolistica della Francia.

## Struttura
- Campionati nazionali professionistici:

Ligue A: a girone unico, partecipano quattordici squadre;
Ligue B: a girone unico, partecipano quattordici squadre.
- Campionati nazionali non professionistici:

Élite: a due gironi, partecipano sedici squadre;
Nationale 2: a otto gironi, partecipano quarantasette squadre;
Nationale 3: a otto gironi, partecipano settantanove squadre.
- Campionati regionali non professionistici.
- Campionati dipartimentali non professionistici.